# Mirosław Gucwa
Mirosław Gucwa (n. Pisarzowa, Voivodato de Pequeña Polonia, República de Polonia, 21 de noviembre de 1963) es un obispo, misionero y teólogo católico polaco. Actualmente ha sido nombrado por Francisco como Obispo de Bouar.

## Biografía
Nació el día 21 de noviembre de 1963 en una pequeña localidad polaca situada en el Voivodato de Pequeña Polonia.
Completó sus estudios de secundaria en un instituto situado en Tarnów, siendo esta misma ciudad donde estudió Filosofía y Teología, dentro del Seminario Mayor Diocesano. 
Finalmente completó sus estudios eclesiásticos licenciándose en Teología y el 12 de junio de 1988 fue ordenado sacerdote para la diócesis de Tarnów, por el entonces obispo monseñor Jerzy Karol Ablewicz(†).
Tras ser ordenado sacerdote, inició su ministerio pastoral como vicario parroquial en el municipio de Grybów.
Luego en 1992 se hizo misionero y fue enviado a la República Centroafricana, donde comenzó a desempeñarse como párroco de la Iglesia "Sainte Jeanne Antide" en Bohong.
Después a partir de 1996 pasó a ser rector del Seminario Menor de Bouar, a partir de 2003 fue canciller de la Curia Diocesana, en 2006 pasó a ser vicario general y desde 2011 ha sido párroco de la Catedral Santa María Madre de la Iglesia, capellán de la prisión y el hospital de la ciudad y presidente de la Comisión "Justice et Paix" (CJP).
Actualmente el día 2 de diciembre de 2017, Su Santidad el Papa Francisco le ha nombrado como nuevo Obispo de la diócesis de Bouar, en sucesión del italiano "Monseñor" Armando Umberto Gianni, O.F.M. Cap. quien renunción por motivos de edad.